# Joel Stransky
Joel Theodore Stransky (* 16. července 1967 Pietermaritzburg, provincie KwaZulu-Natal, Jihoafrická republika) je bývalý jihoafrický ragbista. Pochází z rodiny českých židovských přistěhovalců.
Vystudoval Natalskou univerzitu. Hrál na pozici útokové spojky za výběr dřívější provincie Natal, za italský klub L'Aquila Rugby a anglický Leicester Tigers. V jihoafrické ragbyové reprezentaci odehrál 22 zápasů a připsal si 240 bodů (1993 - 1996).
Získal s ní zlatou medaili na domácím mistrovství světa v ragby 1995. Ve finálovém zápase, v němž Jihoafričané porazili Nový Zéland 15:12 po prodloužení, si připsal všechny body svého týmu. Na turnaji si dohromady připsal 61 bodů.
V roce 1999 nastoupil za českou ragbyovou reprezentaci v exhibičním utkání proti Penguin International RFC.

## Kariéra

### Klubová kariéra
- 1988 - 1990 Natal Sharks
- 1990 - 1992 L'Aquila Rugby
- 1992 - 1994 Amatori Rugby San Donà
- 1994 - 1996 Western Province
- 1996 Stormers
- 1997 - 1999 Leicester Tigers